# Купер, Хелен
Хелен Купер (англ. Helene Cooper; род. 22 апреля 1966, Монровия, Либерия) — журналистка. Корреспондент газеты The New York Times, освещающая вопросы национальной безопасности.

## Ранний период жизни
Родилась в Монровии, Либерия. В 1987 году получила степень бакалавра искусств в области журналистики в Университете Северной Каролины в Чапел-Хилле.

## Карьера
Работала репортёром Providence Journal в Род-Айленде, США. В 1992 году присоединилась к бюро газеты The Wall Street Journal (WSJ) в Атланте, где освещала здравоохранение и региональную экономику. В 1994 году перешла в бюро WSJ в Вашингтоне. В 2000 году получила премию Реймонда Клаппера, а в 2001 году — премию Сэнди Хьюм от Национального пресс-клуба.
В 2004 году стала помощницей редактора в газете The New York Times (NYT). В 2006 году стала её дипломатическим корреспондентом, а в 2009 — корреспондентом в Белом доме. Купер была членом группы журналистов NYT, получившей в 2015 году Пулитцеровскую премию за международный репортаж за освещение эпидемии лихорадки Эбола в Западной Африке.
В 2008 году вышла книга Купер The House at Sugar Beach, которая в том же году стала финалистом Премии Национального круга книжных критиков.

## Личная жизнь
Купер приходится двоюродной сестрой Уилмоту Коллинзу, мэру Хелены, штат Монтана. Её предком является колониальный агент Элайджа Джонсон.